# Burg Tannroda
Die Burg Tannroda, auch Blaues Schloss genannt, ist eine teilweise erhaltene Höhenburg auf dem 300 m ü. NHN hohen Lindenberg über dem rechten Ilmufer am westlichen Ortsrand des Ortsteils Tannroda der Stadt Bad Berka im Landkreis Weimarer Land in Thüringen.

## Geschichte
Die hochmittelalterliche Burg, über dem südlichen Hang der Ilm erbaut, war die Stammburg der erstmals 1174 genannten Herren von Tannrode. Die ausgedehnte Burganlage stammt wohl noch aus dem 12. Jahrhundert, sie wird 1194 erwähnt. 1392 wurden die Herren von Querfurt mit der Burg belehnt, 1418 kommt sie an die Familie Vitzthum. Nachdem 1465 die Burg im Besitz des Raubritters Apel Vitzthum war, wurde sie von Erfurter und Weimarer Bürgern zerstört, kam an die Grafen von Gleichen-Blankenhain und ging 1487 in den Besitz der Herren von Bünau.
Nach einem Brand 1551 wurde die Burg in ein zweiteiliges Schloss umgebaut (Rotes Schloss und Blaues Schloss), und 1597 wurden die Herren von Gleichen Mitbesitzer. – Nachdem 1775 das Rote Schloss und der Bergfried brannten, wurde 1824 das Rote Schloss abgebrochen.
Von 1854 bis 1945 wurde das Schloss im Besitz der Freiherren von Gleichen-Rußwurm als Rittergut genutzt, erfuhr umfangreiche Abriss-, Umbau- und Neubaumaßnahmen und verfiel nach Leerstand ab 1970. Ab 1994 ist die Anlage im Besitz der Gemeinde Bad Berka, die seit 1990 umfassende Sicherungsarbeiten durchführen lässt.
Seit 2018 ist die Anlage im Besitz der Stiftung Burg Tannroda, einer gemeinnützigen Stiftung u. a. mit dem Ziel, die Anlage zu sanieren und zu beleben.

## Anlage
Der vermutlich im 12. Jahrhundert erbaute 22 Meter hohe runde Bergfried auf gemauertem quadratischem Sockel mit abgeschrägten oberen Ecken, heute als Aussichtsturm genutzt, befindet sich an der höchsten Stelle der unregelmäßigen Burganlage mit Vorburg. Die Reste des ehemaligen Wohngebäudes mit rundbogigem Eingang befinden sich hinter dem Bergfried, die Wirtschaftsgebäude im äußeren Bereich.
Heute befinden sich auf der Anlage eine Gaststätte, Wohnungen, ein Seminarhaus, ein Bereich für Kulturveranstaltungen sowie das „Thüringer Korbmachermuseum“, das durch den Heimatverein betrieben wird.